# Meridiano 5 este
El meridiano 5 este de Greenwich es una línea de longitud que se extiende desde el Polo Norte atraveando el Océano Ártico, Europa, África, el Océano Atlántico, el Océano Antártico y la Antártida hasta el Polo Sur.
El meridiano 5 este forma un gran círculo con el meridiano 175 este.
Comenzando en el Polo Norte y dirigiéndose hacia el Polo Sur, este meridiano atraviesa:
| Coordenadas                   | País, territorio o mar | Notas                                                                                                   |
| ----------------------------- | ---------------------- | --- |
| 90°0′N 5°0′E / 90.000, 5.000  | Océano Ártico          | |
| 81°22′N 5°0′E / 81.367, 5.000 | Océano Atlántico       | |
| 61°2′N 5°0′E / 61.033, 5.000  | Noruega                | Varias islas, incluyendo Bremangerlandet, Sula y Sotra, y tierra firme. Atraviesa Telavåg en Hordaland. |
| 60°13′N 5°0′E / 60.217, 5.000 | Mar del Norte          | |
| 53°17′N 5°0′E / 53.283, 5.000 | Países Bajos           | Isla de Vlieland                                                                                        |
| 53°16′N 5°0′E / 53.267, 5.000 | Mar de Frisia          | |
| 52°56′N 5°0′E / 52.933, 5.000 | Países Bajos           | Pasa justo al este de Ámsterdam                                                                         |
| 51°26′N 5°0′E / 51.433, 5.000 | Bélgica                | |
| 49°47′N 5°0′E / 49.783, 5.000 | Francia                | |
| 43°23′N 5°0′E / 43.383, 5.000 | Mar Mediterráneo       | |
| 36°49′N 5°0′E / 36.817, 5.000 | Argelia                | |
| 19°17′N 5°0′E / 19.283, 5.000 | Níger                  | |
| 13°44′N 5°0′E / 13.733, 5.000 | Nigeria                | |
| 5°50′N 5°0′E / 5.833, 5.000   | Océano Atlántico       | |
| 60°0′S 5°0′E / -60.000, 5.000 | Océano Antártico       | |
| 70°3′S 5°0′E / -70.050, 5.000 | Antártida              | tierra de la Reina Maud, reclamado por Noruega                                                          |